# Экономика Иордании
Экономика Иордании является одной из самых слабых на Ближнем Востоке, с очень ограниченными природными ресурсами (особенно ощущается нехватка воды и энергоносителей — нефти и угля), что предопределяет сильную зависимость от международной помощи. Другие экономические проблемы включают хронические высокие показатели бедности, безработицы, инфляции и большой дефицит бюджета.
В период с 1970-х по 1980-е годы, время нефтяного бума, Иордания получала обширную помощь от арабских государств, и рост её валового национального продукта составлял около 10 % ежегодно. После 1980-х годов началось сокращение международной помощи, и рост ВНП замедлился до 2 % в год.
В августе 1990 г. начался кризис в Персидском заливе, серьёзно ухудшив экономическое положение Иордании. Правительство прекратило переговоры с МВФ и приостановило выплату долгов. Последующие события (блокада Ирака, война в Заливе) привели к массовому наплыву беженцев, замедлению роста ВВП, перерасходу бюджета. Подъём экономики Иордании начался в 1992 г.
В 1989 году иорданское правительство пошло на переговоры с МВФ с целью реструктуризации долгов страны и уменьшения дефицита бюджета.
После 1999 года правительство страны провело значительные экономические реформы, такие, как открытие торгового режима, приватизация государственных компаний и устранение некоторых топливных субсидий, которые в последнее десятилетие стимулировали экономический рост за счет привлечения иностранных инвестиций и создания рабочих мест. Глобальный экономический спад и региональные потрясения привели к снижению темпов роста ВВП Иордании. В 2011 и 2012 годах, правительство одобрило два пакета помощи экономических и счет дополнительных бюджетных средств, предназначенных для улучшения условий жизни для средних и бедных классов.
Иордания импортирует нефть, оборудование, товары народного потребления, продовольствие. За счет этого возникает торговый дефицит частично покрывается за счет иностранных кредитов и займов.
Преимущества: большой объём экспорта фосфатов. Наличие рабочей силы. Порт Акаба — особая экономическая зона.
Слабые стороны: зависимость от импорта энергоносителей. Импорт превышает экспорт . Высокая безработица (в 2011 г. 29,9 %), усиленная притоком беженцев из Кувейта во время войны в Персидском заливе. Невозможность развивать сельское хозяйство. Политическая нестабильность в регионе наносит ущерб туризму . По мнению ряда экспертов, для увеличения объема ВВП необходимо сосредоточиться на стимулировании секторов экономики с высоким конкурентным потенциалом. По данным Центрального банка Иордании, реальные темпы роста экономики в первой половине 2021 года достигли 1,8 процента.

## Природные ресурсы

### Фосфаты
Месторождения фосфоритов на юге страны сделали Иорданию одним из крупнейших производителей и экспортеров этого минерала в мире. Фосфориты были впервые обнаружены в 1935 в фосфоритоносном бассейне Эр-Русейфа. Фосфоритные месторождения является основным природным ресурсом Иордании и одним из основных источников валютных поступлений от экспорта. По разным оценкам, вероятные запасы варьируются от 1,5 млрд до 2,5 млрд тонн. С 1986 года объём продаж фосфатов достиг 185 млн долл США, что составило 25 процентов экспортных поступлений и 10 процентов мирового рынка.
Иордания является третьим в мире экспортером после Марокко и США, производя 8 млн тонн в год и контролируя 5 % мирового рынка. Фосфорит является также основным сырьем для местной промышленности, производящей удобрения. Основные месторождения фосфориту находятся в Эль-Хаси, на середине дороги между Амманом и портом Акаба. Добыча фосфориту ведется также на северо-западе от Аммана.

### Калийная соль

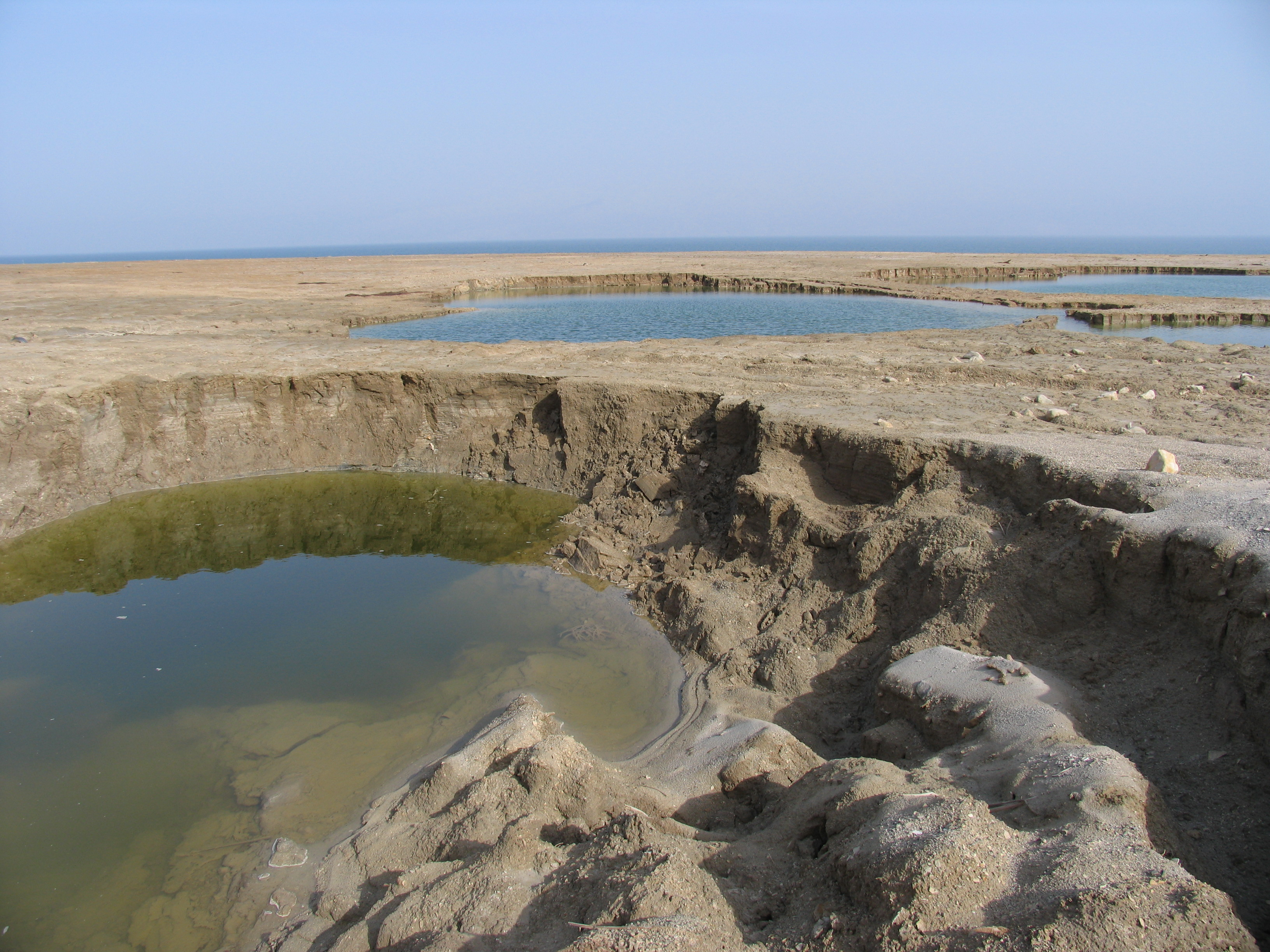
Соль на минеральном пляже

Калийная соль является важной составляющей горнодобывающего сектора Иордании. Калийная соль добывается из вод Мертвого моря и является самой низкой по себестоимости в мире, отчасти потому, что используется солнечное испарение. Страна входит в десятку мировых лидеров по добыче калийной соли. В 2011 году было добыто 1,38 млн тонн, в 2012—1400. Запасы оценивают в 40 млн тонн.

### Вода
Исследования доказывают, что Иордания рискует подвергнуться быстрому опустыниванию. Она получает мало осадков — 90 процентов страны получают меньше 200 мм в год. Исчезновение лесов, эрозия почвы, неправильные землепользование и культивация, климатические изменения и засуха, быстрая урбанизация — все это приводит к усилению опустынивания. Проект, финансируемый из фондов программы НАТО «Наука ради мира и безопасности» (SPS), направлен на решение этих проблем. Ученые проводят исследования в бассейне реки Ярмук, на территории 1400 квадратных километров в регионе Бадия. Большая часть территории находится в опасности, потому что высокие темпы потери почвы вследствие воздействия ветра и воды могут привести к опустыниванию.

## Промышленность

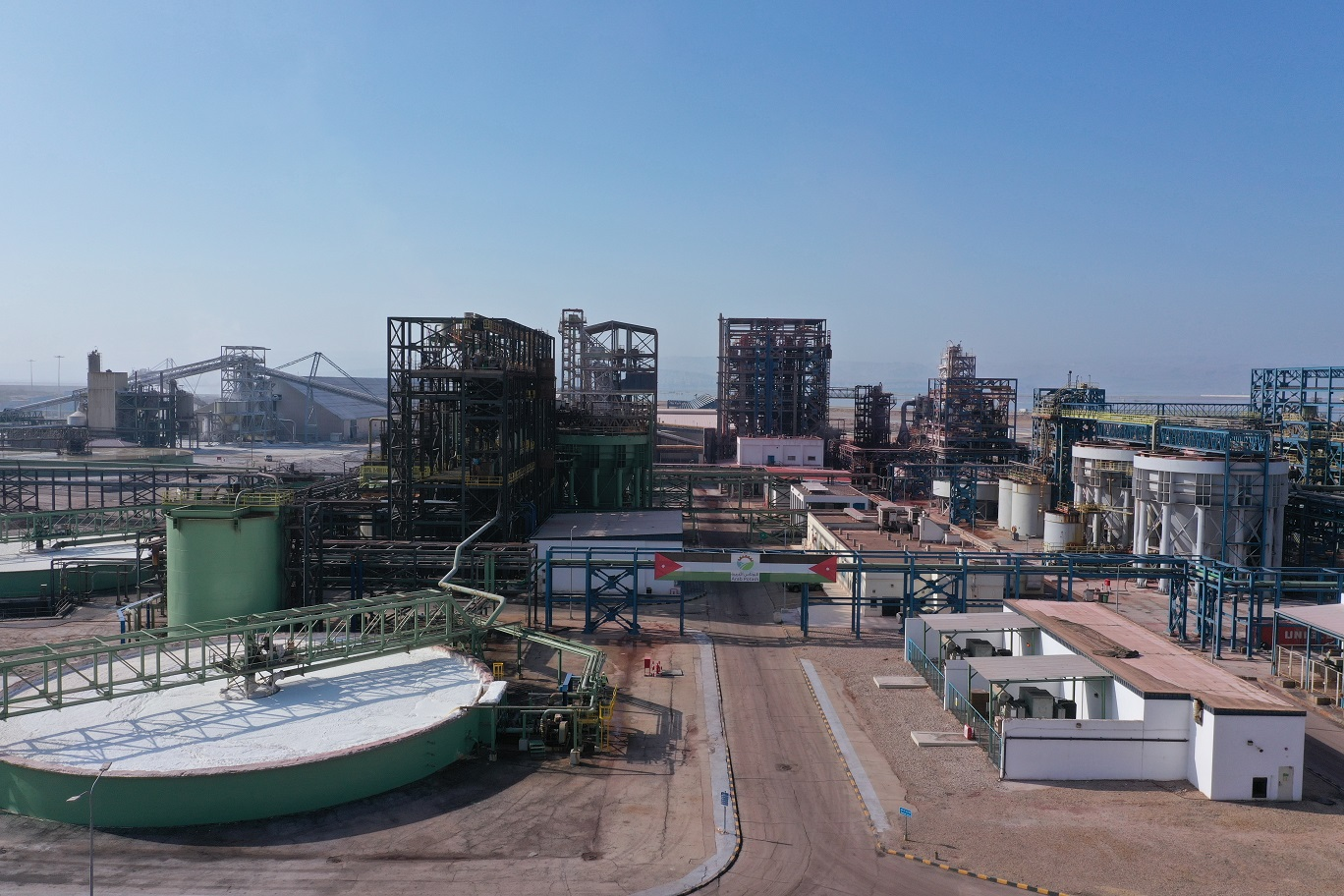
Завод компании Arab Potash по производству калийной соли (добывается в Мёртвом море)

По классификации Всемирного банка Иордания принадлежит к странам «с уровнем доходов выше среднего». Иорданский рынок считается одним из наиболее развитых арабских рынков за пределами стран Персидского залива.
Иордания занимает 18 место в мире по Индексу развития розничной торговли (2012) и входит в 30 самых привлекательных розничных рынков в мире.. Страна входит в 20 самых дорогих для проживания стран мира (2010) и является самой дорогой среди арабских стран.
Иордания является членом Мировой организации торговли с 2000 года.

Арабский газопровод

По данным Global Enabling Trade report (2009) Иордания занимает 4 место в арабском мире (после ОАЭ, Бахрейна и Катара) по благоприятности условий для развития торговли. В декабре 2001 года Иордания и США подписали Соглашение о свободной торговле.
На промышленный сектор, который включает в себя добычу ископаемых, производство энергии, строительство, приходится около 30,1 % валового внутреннего продукта (2012). Более 20 процентов рабочей силы страны, как сообщается, занято в промышленности (2012). Основными промышленными продуктами являются калийные соли, фосфаты, фармацевтические препараты, цемент, одежда, удобрения.
Наиболее перспективным сегментом промышленности является строительство. В последние несколько лет резко возрос спрос на жилье и офисы иностранных компаний, базирующихся в Иордании. Производственный сектор вырос (почти в 20 процентов от ВВП к 2005 году) в значительной степени в результате соглашения о свободной торговле между США и Иорданией (2001); сделка привела к созданию из примерно 13 промышленных зонах по всей стране. В промышленных зонах, которые обеспечивают беспошлинный доступ на рынок США, производят в основном товары легкой промышленности, особенно готовую одежду. До 2010 года на промышленные зоны приходилось почти 1,1 млрд долл США в экспорте.
Соглашение о свободной торговле (FTA) Иордании с США — первое в арабском мире — уже сделало США одним из самых значительных рынков для Иордании.
Экспорт калийных солей и фосфатов достиг $ 1 млрд в 2008 году. Другие важные отрасли промышленности включают фармацевтические препараты, (экспорт — $ 435 млн в 2007 году), текстиль ($ 1.19 млрд в 2007 году). Хотя стоимость продукции промышленного сектора Иордании высока, королевство сталкивается с рядом проблем. Так как страна зависит от импорта сырья, экономика является чувствительной к ценовым колебаниям. Нехватка воды и электроэнергии также затрудняют последовательное развитие экономики. Несмотря на эти проблемы, экономическая открытость Иордании и производство удобрений с продукцией фармацевтической промышленности являются источником твердой иностранной валюты.
Иордания имеет множество промышленных зон и особых экономических зон, направленных на увеличение экспорта и превращение Иордании в промышленного гиганта . Специальная экономическая зона Мафрак, ориентированная на логистическую отрасль, может стать региональным логистическим узлом с воздушным, автомобильным и железнодорожным сообщением с соседними странами и в конечном счете с Европой и странами Персидского залива. Специальная экономическая зона Маан способствует удовлетворению внутреннего спроса и снижению зависимости от импорта.

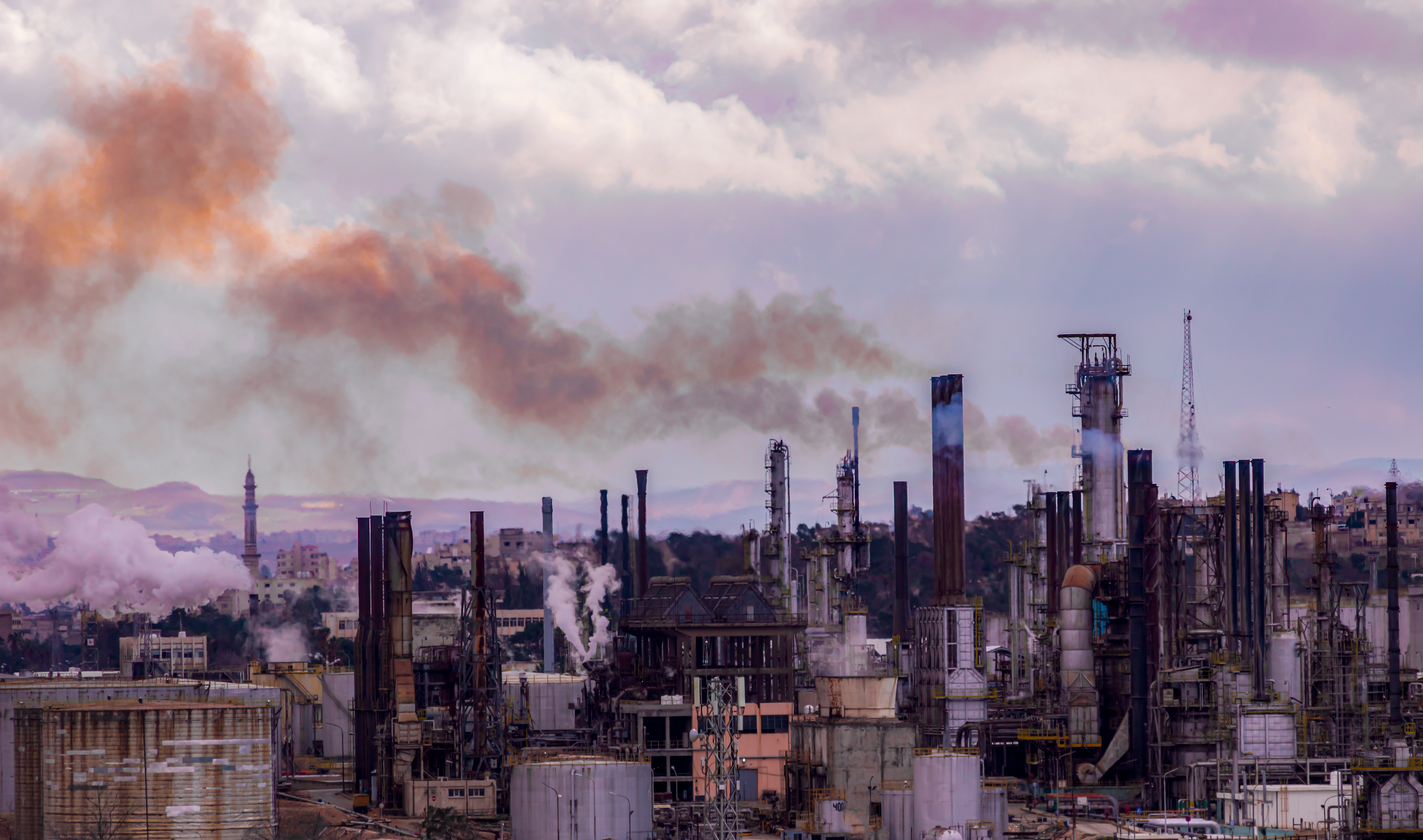
Нефтеперерабатывающий завод в городе Эз-Зарка (единственный в Иордании)

Энергетика остается самой большой проблемой для дальнейшего роста экономики Иордании. Отсутствие в стране внутренних ресурсов решается при помощи инвестиционной программы в отрасли. Программа направлена на сокращение зависимости от импортной продукции с нынешнего уровня (96 %) с помощью возобновляемых источники (10 % спроса на энергию до 2020 года и ядерной энергии (60 % энергетических потребностей к 2035 году).
В отличие от большинства своих соседей, Иордания не имеет значительных нефтяных ресурсов и в значительной степени зависит от импорта нефти для выполнения своих внутренних энергетических потребностей . В 2012 году разведанные запасы нефти составили лишь 445 тысяч баррелей (70700 м3). Иордания добывает всего 40 тыс. баррелей в день в 2004 году, но потребляется примерно 103 000 баррелей в день (16400 м3/ сутки).
Саудовская Аравия в настоящее время является основным источником импортируемой нефти; Кувейт и Объединённые Арабские Эмираты (ОАЭ) являются вторичными источниками. В условиях сохранения высоких расходов на нефть, возрос интерес к возможности использования огромных сланцевых ресурсов Иордании, которые оцениваются в около 40 млрд тонн . Из сланцевых ресурсов Иордании может производиться 28 млрд баррелей (4,5 км3) нефти, что позволяет производить около 100 000 баррелей в день (16000 м3/сутки). Запасы сланца в Иордании являются четвёртыми по величине в мире. В настоящее время есть несколько компаний, которые ведут переговоры с правительством Иордании о начале эксплуатации сланца (Royal Dutch Shell, Petrobras и Eesti Energia).
Природный газ все чаще используется для удовлетворения внутренних потребностей страны в энергии. Иордания, по оценкам, имеет запасы природного газа около 6 млрд кубометров. В 2012 году в стране было произведено и потреблено примерно 390 миллионов кубометров природного газа. Основные месторождения газа находятся в восточной части страны. Страна импортирует большую часть своего природного газа через Арабский газопровод, который простирается от терминала Эль-Ариш в Египте до Акабы, а потом на север Иордании, где он связывает две крупные электростанции . Этот трубопровод Египет — Иордания поставляет Иордании примерно 1 млрд кубометров природного газа в год.

## Электроэнергетика
На конец 2019 года электроэнергетика страны в соответствии с данными EES EAEC характеризуется следующими показателями. Установленная мощность — нетто электростанций — 5227 МВт, в том числе: тепловые электростанции, сжигающие органическое топливо (ТЭС) — 71,6 % , возобновляемые источники энергии (ВИЭ) — 28,4 %. Производство электроэнергии-брутто — 20 609 млн. кВт∙ч, в том числе: ТЭС — 85,5 % , ВИЭ — 14,5 % Конечное потребление электроэнергии — 17 910 млн. кВт∙ч, из которого: промышленность — 20,2 %, бытовые потребители — 43,2 %, коммерческий сектор и предприятия общего пользования — 18,0 %, сельское, лесное хозяйство и рыболовство — 15,3 %, другие потребители — 3,2 %. Показатели энергетической эффективности за 2019 год: душевое потребление валового внутреннего продукта по паритету покупательной способности (в номинальных ценах) — 10 496 долларов, душевое (валовое) потребление электроэнергии — 1773 кВт∙ч, душевое потребление электроэнергии населением — 765 кВт∙ч. Число часов использования установленной мощности-нетто электростанций — 3844 часов

## Сельское хозяйство
Несмотря на рост производства, доля сельскохозяйственного сектора в экономики неуклонно снижается (до 3,1 % от валового внутреннего продукта в 2012 году). Около 2,7 % процентов рабочей силы Иордании работало в сельскохозяйственном секторе в 2012 году. Самым прибыльным сегментом сельского хозяйства Иордании является производство плодоовощной продукции (в том числе помидоры, огурцы, цитрусовые и бананы) в долине реки Иордан. Остальные продукции растениеводства, особенно производство зерновых, остаются нестабильным из-за отсутствия осадков. Рыбоводство и лесное хозяйство имеют незначительное развитие с точки зрения общей отечественной экономики. Рыбная промышленность равномерно разделена между морским и речным рыболовством; живой вес улова составил чуть более 1000 тонн в 2012 году. Лесная промышленность ещё меньше в экономическом плане. Примерно 240 000 кубометров леса были вырублены в 2012 году, подавляющее большинство для дров.

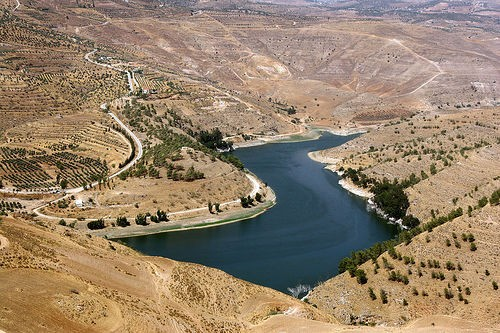
Водохранилище короля Талала является крупнейшим водохранилищем в Иордании для хранения пресной воды из реки Зарка и Водоснабжение Иордании Амман-Зарка для орошения в долине реки Иордан

Основные сельскохозяйственные культуры: пшеница, бобовые, табак, кукуруза, томаты, дыни, оливки, виноград, цитрусовые, бананы. Особую часть сельского хозяйства занимает выращивание оливок. Менее 10 % земель Иордании распахано, страна зависит от импорта продовольствия.
Пшеница и ячмень — основные культуры, выращиваемые на нагорьях, где идут дожди, а в искусственно орошаемой Иорданской долине выращивают цитрусовые, дыни и овощи (томаты и огурцы) . Площадь пастбищ в Иордании ограничена, плодородия их хватает только на разведение домашнего скота, кроме того, площади пастбищ были сокращены под масличные и фруктовые деревья. Для расширения пастбищного животноводства были вырыты артезианские колодцы. Разводят в основном овец и коз, в меньших объёмах — большой рогатый скот, верблюдов, лошадей, ослов, мулов, домашнюю птицу.

## Транспорт
Транспортный сектор в среднем составляет до 10 % к ВВП Иордании, ($ 2.14 млрд в 2007 году). Государственная авиационная компания Иордании — «Royal Jordanian Airlines» — в 2012 перевезла около 1,3 млн пассажиров, она имеет в своем распоряжении 16 самолётов и выполняет более 100 рейсов в неделю. Крупнейший аэропорт страны — Международный аэропорт имени королевы Алии — расположен в 40 км к югу от Аммана, второй международный аэропорт находится в Акабе. В 2011 через все аэропорты страны прошло 9,8 млн пассажиров.
Используемая Иордано-Хиджазская железная дорога идет от Дераа к Амману и далее на Юг к Маану. «Aqaba Railway Corporation» управляет участком дороги от Эль-Акабы до Батна-эль-Гула, где соединяется с Хиджаз-Иорданской дороге.

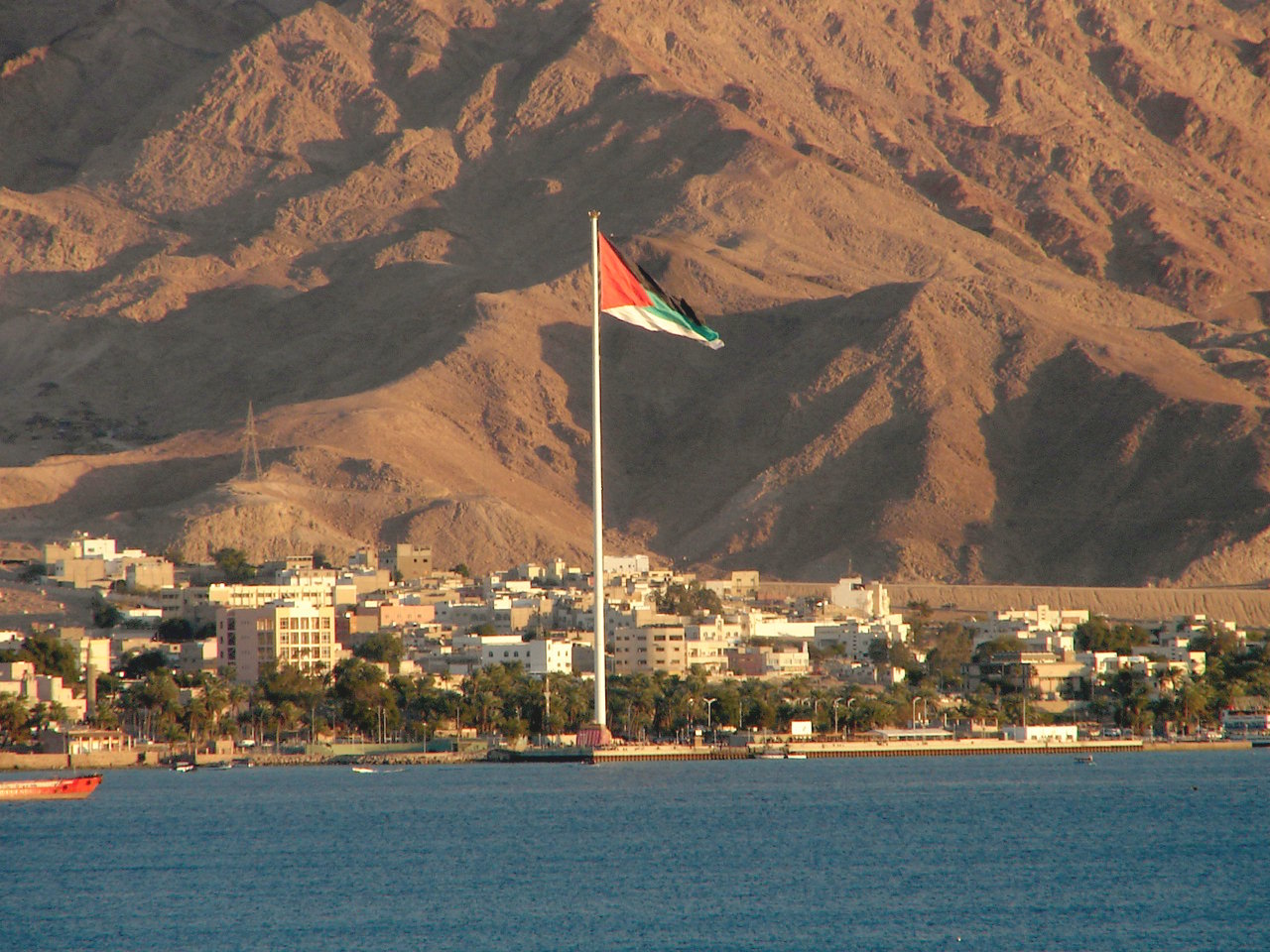
Порт Акаба

Длина железных дорог Иордании — менее 700 км. Иордания имеет сеть главных, второстепенных и сельских дорог, практически все они имеют твердое покрытие. Строительство и ремонт автодорог возложено на Министерство общественных работ . Дороги связывают не только иорданские города, но и королевство с соседними странами. Одна из главных транспортных артерий — шоссе Амман — Эр-Рамта соединяет Иорданию и Сирию . Шоссе Амман — Маан — Эль-Акаба ведет к морю. От Акабского шоссе идет ответвление на Эль—Мудаввара и далее в Саудовской Аравию. На шоссе Амман — Иерусалим приходится основной поток туристов.
Royal Jordanian Airlines — официальная государственная авиакомпания — связывает Иорданию со всем миром. В 1983 г. был открыт международный аэропорт «Королева Алия» в Эль-Джиз на юг от Аммана. Амман и Эль-Акаба располагают меньшими международными аэропортами.

## Внешняя торговля
По состоянию на 2016 год объём внешней торговли составил:
- Экспорт $8,65 млрд.: калийные удобрения ($665 млн.), изделия из шерсти ($505 млн.), фосфаты ($494 млн.), медикаменты ($483 млн.), одежда и сельхозпродукция. Главные покупатели: США 23 % ($1,96 млрд), Саудовская Аравия 14 % ($1,22 млрд.), Индия 9,8 %($847 млн.), Ирак 5,8 % ($497 млн.) и Объединённые Арабские Эмираты 4,2 % ($363 млн.).
- Импорт: $20,1 млрд.: автомобили ($1,27 млрд.), природный газ ($894 млн.), сырая нефть ($853 млн.), нефтепродукты ($793 млн.) и Пшеница ($590 млн.), электроника и электротехнические товары, продукты питания, металлоизделия и сырьё. Главные поставщики: Китай 14 % ($2,89 млрд.), Саудовская Аравия 12 % ($2,46 млрд.), США 5,8 % ($1,18 млрд.), Объединённые Арабские Эмираты 4,7 % ($942 млн.) и Германия 4,4 % ($888 млн.).

## Сфера услуг
На сферу услуг в 2012 году приходилось 68,8 % ВВП. В этой сфере было занято 77,4 % трудовых ресурсов (2007).
Состояние туристической отрасли — ниже потенциального, особенно с учётом рекреационных условий. Более 5 миллионов посетителей посетили Иорданию в 2004 году (1,3 млрд долл. США в доходах). Сектор находится под контролем Национальной стратегии правительства по туризму (НТС), которая была создана в 2004. НТС направлена удвоить доходы от туризма и увеличить количество рабочих мест . Стратегия определяет семь приоритетов или нишевых рынков: культурное наследие (археология); религия; экотуризм; здоровье, происшествия, встречи, стимулы, конференции и выставки, круизы.
Согласно недавнему пресс-релизу Arabian Travel Market, доходы от туризма в Иордании в 2012 году достигли $ 3.47 миллиарда. Это свидетельствует об увеличении поступлений от туризма (в сравнении с 2011) на 15,3 % (на 347 млрд долларов США в экономику). По данным Центрального банка Иордании, увеличение туристических доходов произошло благодаря посетителям из Ирака, Ливии и США, в частности.
Соглашение об ассоциации ЕС и Иордании подписано в ноябре 1997 года, вступило в силу 1 мая 2002 года. Оно постепенно устанавливает зоны свободной торговли между ЕС и Иорданией в течение 12 лет. Кроме того, Соглашение о дальнейшей либерализации сельскохозяйственной продукции вступило в силу в 2007 году. После Саудовской Аравии, ЕС является вторым торговым партнером Иордании — с общим объёмом торговли на сумму около 3,8 млрд. € в 2012 году. В 2012 году ЕС был вторым источником импорта Иордании и пятым по экспорту. Иордания является 63-м торговым партнером ЕС.